# Računalniški vid
Računalniški vid je področje računalništva, ki se ukvarja z računalniškimi sistemi zmožnimi interpretacije in analize slikovnih podatkov.
Med pomembnejšimi področji uporabe računalniškega vida so: 
- medicinska diagnostika (interpretacija mikroskopskih in rentgenskih posnetkov, tomogramov ipd.),
- industrija (kontrola kakovosti v proizvodnih procesih, zaznavanje položaja obdelovancev za nadaljnjo obdelavo),
- vojaštvo (samodejno prepoznavanje tarč in sledenje),
- biometrija (razpoznavanje obrazov),
- robotika (prijemanje objektov, avtonomna vožnja).